# Monelliopsis pallida
Monelliopsis pallida är en insektsart. Monelliopsis pallida ingår i släktet Monelliopsis och familjen långrörsbladlöss. Inga underarter finns listade i Catalogue of Life.